# 大腿神経
大腿神経（だいたいしんけい、英: femoral nerve）とは第2、第3、第4腰神経の腹側から分枝する神経であり、第4腰神経からのものが最も大きく、第2腰神経からのものは非常に小さい。

## 神経支配
大腿神経は大腿前面の皮膚の知覚神経、腸骨筋、恥骨筋、縫工筋、大腿四頭筋（大腿直筋、外側広筋、中間広筋、内側広筋）、膝関節筋を支配する。

## 分枝
- 大腿神経前皮枝
- 大腿神経筋枝
- 伏在神経
- 膝蓋下枝
- 内側下腿皮枝